# Holmsjöarna
Holmsjöarna är en sjö i Jokkmokks kommun i Lappland och ingår i Piteälvens huvudavrinningsområde. Sjön har en area på 0,114 kvadratkilometer och ligger 457,2 meter över havet.

## Delavrinningsområde
Holmsjöarna ingår i det delavrinningsområde (734599-167639) som SMHI kallar för Ovan 734335-168046. Medelhöjden är 435 meter över havet och ytan är 38,44 kvadratkilometer. Räknas de 12 avrinningsområdena uppströms in blir den ackumulerade arean 188,76 kvadratkilometer. Sikån (Juokeljåkkå) som avvattnar avrinningsområdet har biflödesordning 3, vilket innebär att vattnet flödar genom totalt 3 vattendrag innan det når havet efter 140 kilometer. Avrinningsområdet består mestadels av skog (87 procent) och sankmarker (11 procent). Avrinningsområdet har 0,61 kvadratkilometer vattenytor vilket ger det en sjöprocent på 1,1 procent.